# Promoschorhynchus
Promoschorhynchus is een geslacht van uitgestorven akidnognathide Therocephalia uit het Laat-Perm en het Vroeg-Trias van Zuid-Afrika. In tegenstelling tot veel andere therapsiden overleefde Promoschorhynchus de Perm-Trias-extinctie.
De typesoort Promoschorhynchus platyrhinus werd in 1954 benoemd door Adrian S. Brink. De geslachtsnaam betekent 'vóór Moschorhynchus'. De soortaanduiding betekent 'de platneus'.
Het holotype is BP No. F484/M192, een snuit gevonden bij Wilgersbosch, in een laag uit het Lopingien.
In 2011 werd het skelet SAM-PK-K10014 uit het vroege Trias toegewezen aan een Promoschorhynchus cf. P. platyrhinus.